# Jacques Augustin
Jean-Baptiste Jacques Augustin, (Saint-Dié,15 de agosto de 1759 - Paris 13 de abril de 1832), foi um pintor miniaturista francês.

## Biografia
Discípulo de Jean-Baptiste Claudot e Jean Girardet em Nancy, Jacques Augustin foi pintor oficial da corte imperial francesa em 1806 e pintor do gabinete de Luis XVIII em 1814.
Cavaleiro da legião honorária em 1820, morreu vítima da cólera durante a epidemia francesa de 1832.
O museu Pierre-Noël de Saint Dié des Vosges possui três de suas miniaturas, seus aparatos de pintura e alguns objetos de uso pessoal.

## Celebridades retratadas por Jacques Augustin
- María Antonieta (1755-1793)
- Napoleon I e sua familia
- Luis XVIII, rei da França

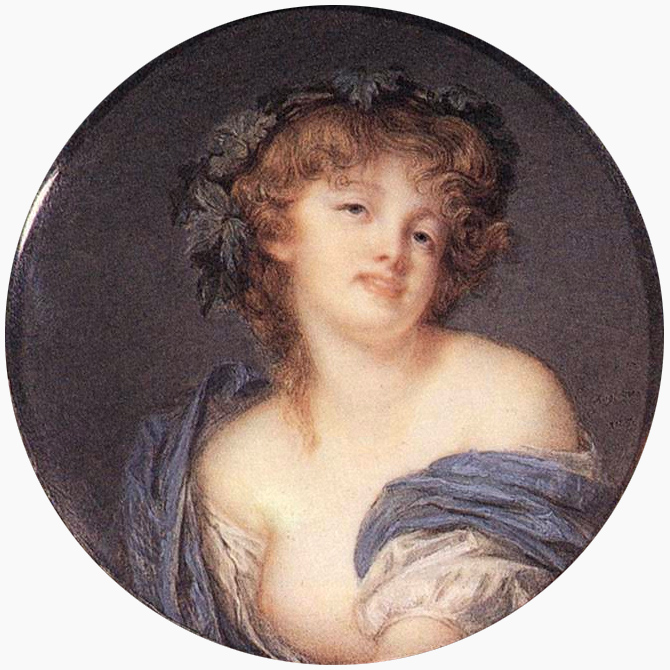
Bacante, retrato sobre marfil (1799).

- Luis Felipe de Orleans, duque de Orleans (1773-1850)
- La marquesa de Segonzac
- [[Madame Recamier (1777-1849)
- Madame Van Hée nacida Dewinck, esposa de banquero
- El general Laconpérie
- Charles Antoine Callamard (1776-1821), escultor, París, museu do Louvre
- Louis Hector Chalot de Saint-Marc, bispo
- Charles-Ferdinand, duque de Berry (1778-1820)
- Antoine Denis Chaudet (1763-1810), escultor
- Madame de Kercado
- Louis Joseph Auguste Coutan (1779-1830)
- Marie Joseph Georges Rousse
- Anne de Dorat, condesa Coiffier de Moret
- Théroigne de Méricourt (1762-1817), feminista revolucionária